# شبح آزادی
شبح آزادی (به فرانسوی: Le Fantôme de la liberté) یک فیلم فراواقع‌گرایانه کمدی به کارگردانی لوییس بونوئل و محصول سال ۱۹۷۴ کمپانی فرانسوی گرینویچ است. موضوع فیلم پیرامون خانواده، کلیسا، ارتش و دیگر مسائل موجود در جامعه است.

## بازیگران
- آدریانا استی (خواهر پلیس بخشدار/زن سیاه‌پوش)
- برنارد ورلی (کاپیتان)
- ژان-کلود بریالی (آقای فوکو)
- مونیکا ویتی (خانم فوکو)
- ژنین دارسه (بیمار)
- فرانسوا مستر (پروفسور)
- ژان روشفور (آقای لژاندر)
- پل فرانکر (صاحب مسافرخانه)
- میشل لوندزدال (کلاهدوز)
- پی‌یر مگلون
- گی مونتانیه
- برنار ورله
- برنار موسون